# Robert E. Hannegan

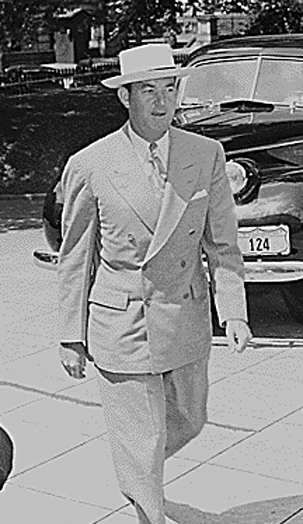
Robert E. Hannegan

Robert Emmet Hannegan, född 30 juni 1903, död 6 oktober 1949, var en amerikansk politiker (demokrat) från St. Louis, Missouri. Han var chef för den amerikanska skattemyndigheten IRS mellan 1943 och 1944. 1944-1947 var han demokratiska partiets partiordförande (chairman of the Democratic National Committee) och 1945-1947 postminister i Harry S. Trumans regering. 
Hannegan räddade Trumans politiska karriär två gånger. Första gången var vid omvalet till senator 1940 då Trumans sponsor, bossen i Kansas City, Tom Pendergast, hamnat i fängelse. Hannegan lyckades ordna tillräckligt många röster i Missouri för att Truman skulle besegra de två utmanarna Lloyd C. Stark och Maurice M. Milligan.
Andra gången var 1944 då Hannegan tillsammans med andra ledande personer inom demokratiska partiet lyckades föra fram Truman som Franklin D. Roosevelts vicepresidentkandidat vid konventet i Chicago.